# Манаев (село)
Манаев (укр. Манаїв) — село в Зборовской городской общине Тернопольского района Тернопольской области Украины.
Код КОАТУУ — 6122682202. Население по переписи 2001 года составляло 367 человек.
До 2020 года входило в Зборовский район.

## Географическое положение
Село Манаев находится недалеко от места слияния рек Серет Правый и Вятына,
на расстоянии в 1,5 км от села Гарбузов.

## История
- 1483 год — дата основания.

## Известные жители и уроженцы
- Константин Богачевский (1884—1961) — грекокатолический епископ, первый митрополит филадельфийский.